# Fernando Dalla Fontana
Fernando Gabriel Dalla Fontana (n. 10 de abril de 1958, Santa Fe, Argentina), apodado "el Dalla", es un exjugador profesional de tenis y actualmente entrenador en Argentina.

## Biografía

### Inicios en el tenis

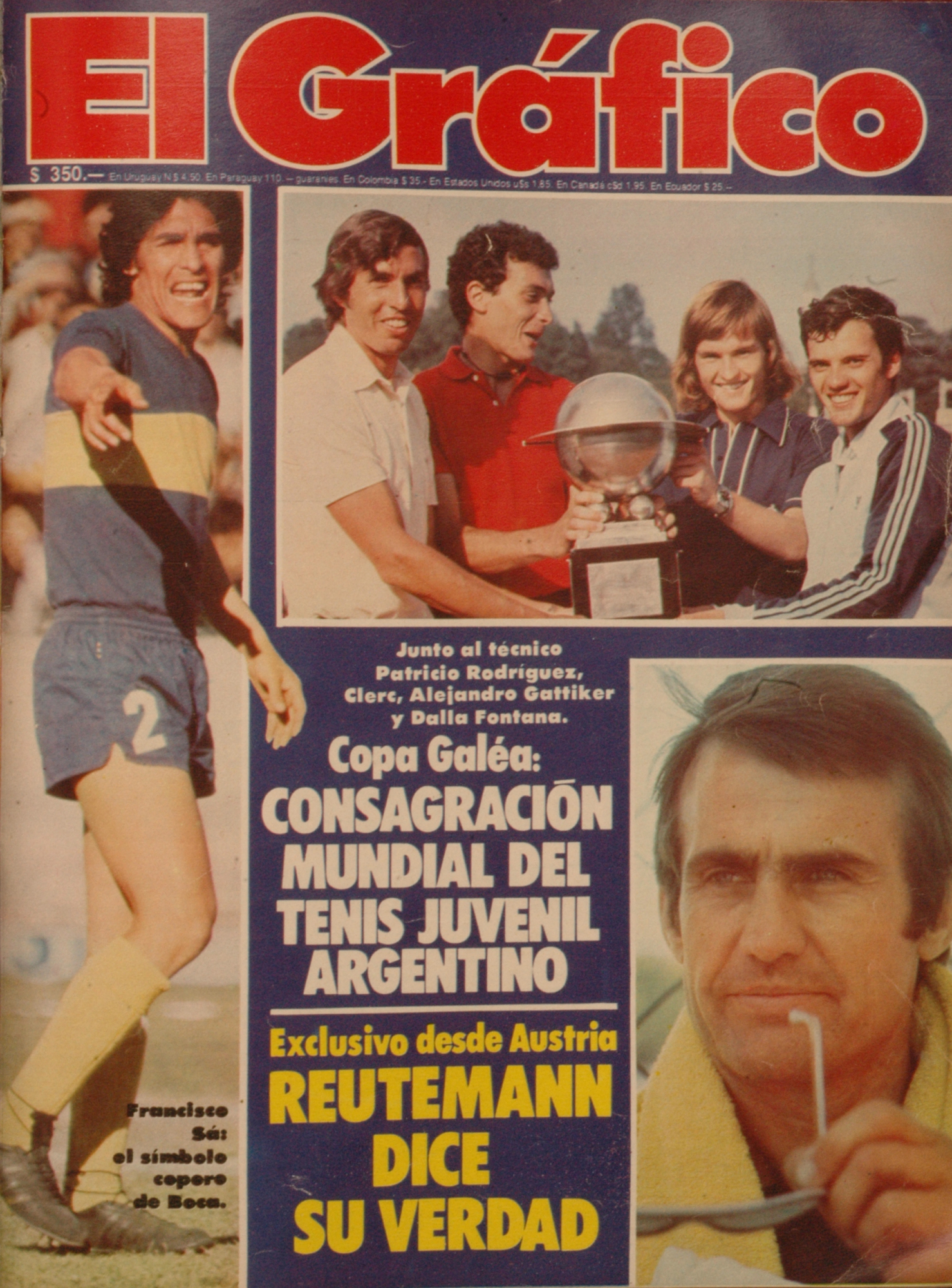
Portada de la revista "El Gráfico". De izquierda a derecha: Patricio Rodríguez, José Luis Clerc, Alejandro Gattiker y Fernando Dalla Fontana.

Su padre era ingeniero civil y jugó al tenis desde los 17 años, mientras que su madre era ama de casa. Su primer entrenador fue Helmuth Rohde, de origen alemán, que había sido convocado por Lorenzo Giscafré. A los nueve años, Dalla Fontana ya se destacó a nivel regional y sus padres lo llevaron a Buenos Aires en las vacaciones de julio para jugar el Campeonato de la República, que se disputaba en el Club Municipalidad. A los 11 ganó su primer torneo nacional, el Campeonato de Tenis de la República -en la final superó a Oscar Bianchi por 6-3 y 6-3- y fue campeón argentino a los 11 y 12 años.

### Juvenil
En 1972, la Asociación Argentina de Tenis lo citó para representar al país en el Sudamericano que se jugaba en el Belgrano Athletic Club, junto a Alejandro Gattiker, José Luis Clerc, Gabriel Auroux y Alejandro Fusilier, capitaneados por Francisco Mastelli. Ganaron el torneo por equipos y junto a Gattiker obtuvieron el título de dobles, mientras que en individuales resultó subcampeón. En ese club se formó el primer Centro Nacional para menores en 1973 y fue uno de los elegidos junto a otros tenistas como José Luis Clerc, Alejandro Gattiker y Charlie Gattiker.
En Argentina estuvo siempre en los primeros puestos del ranking en las categorías infantiles, menores y juveniles durante los años 1969 a 1976, alcanzando el número uno en todas las categorías de menores. José Luis Clerc, Alejandro Gattiker y él ganaron la Copa Galea en 1977, en Vichy, Francia. También en juveniles llegó a las semifinales del Torneo de Roland Garros 1976 (perdió ante el suizo Heinz Günthardt 6-4 y 6-1); cuartos de final del Abierto de Estados Unidos 1975 en Forest Hills (perdió ante el neozelandés Chris Lewis); cuartos del Orange Bowl en 1973, 1974 y 1975; campeón del Orange Bowl en dobles con Clerc en 1974 frente a Larry Gottfried y John McEnroe, que eran números 1 y 2 de los Estados Unidos, respectivamente, en su categoría; campeón del Banana Bowl en individuales en 1975 y en dobles junto a José Luis Clerc. En 1975 y 1976 fue el décimo del mundo.

### Profesional
Representó al equipo argentino de Copa Davis en tres partidos, en 1977 y 1979, ante Ecuador en ambas ocasiones, y venciendo dos partidos y perdiendo el tercero. En 1981 llegó al puesto 123° del ranking mundial en individuales y 126° en dobles. Fue el número 3 del país en 1977, compartido con José Luis Clerc y detrás de Guillermo Vilas y Ricardo Cano, además de ubicarse entre los mejores varios años más: 5° 1975; 4° 1976; 5° 1978; 4° 1979; 8° 1980 y 5° 1981. En 1977 obtuvo el Campeonato Interclubes de Primera División jugando para el Buenos Aires Lawn Tennis Club y en 1981 obtuvo el Campeonato Argentino de Tenis de Mayores por equipo jugando por Santa Fe.
Es uno de los miembros del conjunto del Buenos Aires Lawn Tennis Club que en 1979 ganó la Copa Intercontinental en el Racing Club de París y obtuvo relevantes triunfos en el circuito de la Asociación de Tenistas Profesionales.

### Retiro y docencia
Se retiró en 1983 por problemas físicos. Tras alejarse del tenis profesional realizó diferentes cursos como profesor y entrenador de tenis. Entre 1984 y 1986 fue codirector en el Key Biscayne Hotel & Villas Academy junto a Clerc y Andy García. En 1985 fue capitán del equipo argentino de juniors para el Orange Bowl.
En 1986 y 1987 dirigió el Centro South Tennis en Lanús, y un año después se unió a Roberto Carruthers con quien fue director de la escuela de tenis del Temperley LTC y en Wild Garden. En 1987 jugó para el Temperley en Primera División y logró el título de Interclubes.
En 1988 entrenó a equipos de menores en el Club Estudiantes de la Plata. Desde 1989 hasta 1993 trabajó para la Federación Italiana de Tenis, en donde junto a los locales Adriano Panatta, Paolo Bertolucci, Antonio Zugarelli, Massimo Di Adamo y Vittorio Magnelli entrenó a jugadores como Andrea Gaudenzi, Massimo Valeri, Giorgio Galimberti, Marco Meneschincheri, Mosè Navarra y Massimo Bertolini. En 1994 creó la "Fernando Dalla Fontana Tennis School" en el Santa Fe Lawn Tenis, su club de toda la vida, y en 2002 comenzó la conducción de varios menores en Santa Fe y capitaneó equipos de menores de 12 y 14 años.

## Resultados

### Individuales
| Año  | Torneo                          | Superficie                | Ronda alcanzada  | Rival                    | Resultado     |
| ---- | ------------------------------- | ------------------------- | ---------------- | ------------------------ | ------------- |
| 1977 | Buenos Aires                    | Polvo de ladrillo outdoor | Cuartos de final | Guillermo Vilas (ARG)    | 6-2, 6-4      |
| 1978 | Aix-en-Provence                 | Polvo de ladrillo outdoor | Octavos de final | Ivan Lendl (EE. UU.)     | 7-6, 6-1      |
| 1979 | Parioli, Italia CH              | Polvo de ladrillo outdoor | Semifinales      | Corrado Barazzutti (ITA) | 6-2, 6-4      |
| 1979 | South Orange                    | Polvo de ladrillo outdoor | Octavos de final | Anand Amritraj (IND)     | 6-2, 6-4      |
| 1979 | Santiago                        | Polvo de ladrillo outdoor | Octavos de final | Jaime Fillol (CHI)       | 4-6, 6-1, 6-4 |
| 1980 | Cuneo, Italia CH                | Polvo de ladrillo outdoor | Octavos de final | Ricardo Cano (ARG)       | 6-2, 6-1      |
| 1980 | Lugo, Italia CH                 | Polvo de ladrillo outdoor | Semifinales      | Tony Giammalva (EE. UU.) | 6-0, 4-6, 6-0 |
| 1980 | Rio de Janeiro-1 CH             | Polvo de ladrillo outdoor | Cuartos de final | Charles Strode (EE. UU.) | 3-6, 7-5, 6-2 |
| 1980 | Porto Alegre CH                 | Polvo de ladrillo outdoor | Octavos de final | Alejandro Gattiker (ARG) | 7-5, 2-6, 7-5 |
| 1980 | Buenos Aires CH                 | Polvo de ladrillo outdoor | Cuartos de final | Ricardo Cano (ARG)       | 6-2, 6-3      |
| 1981 | Buenos Aires Río de la Plata CH | Polvo de ladrillo outdoor | Final            | Eric Fromm (EE. UU.)     | 6-2, 6-1      |
| 1981 | Parioli, Italia CH              | Polvo de ladrillo outdoor | Octavos de final | Miguel Mir (ESP)         | 7-5, 6-0      |
| 1981 | Galatina, Italia CH             | Polvo de ladrillo outdoor | Cuartos de final | Roberto Argüello (ARG)   | 6-2, 6-2      |
| 1981 | Florencia                       | Polvo de ladrillo outdoor | Cuartos de final | José Luis Clerc (ARG)    | 6-1, 6-1      |
| 1981 | Gstaad                          | Polvo de ladrillo outdoor | Cuartos de final | Wojtek Fibak (POL)       | 6-0, 6-2      |
| 1981 | Washington                      | Polvo de ladrillo outdoor | 2ª Ronda         | Ivan Lendl (EE. UU.)     | 6-0, 6-3      |
| 1981 | North Conway                    | Polvo de ladrillo outdoor | 2ª Ronda         | Pedro Rebolledo (CHI)    | 6-2, 6-0      |

### Dobles
| Año  | Torneo                          | Superficie                | Ronda alcanzada  | Partner                         | Rivales                                                   | Resultado     |
| ---- | ------------------------------- | ------------------------- | ---------------- | ------------------------------- | --------------------------------------------------------- | ------------- |
| 1977 | Buenos Aires                    | Polvo de ladrillo outdoor | Cuartos de final | Lorenzo Soriano (ARG)           | Paolo Bertolucci (ITA) / Ricardo Cano (ARG)               | 6-1, 6-4      |
| 1978 | Roland Garros                   | Polvo de ladrillo outdoor | 2ª Ronda         | Patricio Rodríguez (CHI)        | Bob Carmichael (AUS) / Brian Teacher (EE. UU.)            | 6-3, 6-2      |
| 1978 | Aix-en-Provence                 | Polvo de ladrillo outdoor | Cuartos de final | Guillermo Aubone (ARG)          | Hans Gildemeister (CHI) / Christophe Roger-Vasselin (FRA) | 6-4, 6-3      |
| 1978 | Madrid                          | Polvo de ladrillo outdoor | Octavos de final | Alejandro Piérola (CHI)         | Zeljko Franulovic (CRO) / Hans Gildemeister (CHI)         | 6-1, 6-4      |
| 1979 | Parioli, Italia CH              | Polvo de ladrillo outdoor | Cuartos de final | Carlos Gattiker (ARG)           | Dick Crealy (AUS) / Phil Dent (AUS)                       | 1-6, 6-1, 7-5 |
| 1979 | Stuttgart Outdoor               | Polvo de ladrillo outdoor | Semifinales      | Ulrich Marten (ALE)             | Wojtek Fibak (POL) / Pavel Solzil (CZE)                   | 6-3, 6-4      |
| 1979 | Indianapolis                    | Polvo de ladrillo outdoor | Octavos de final | Christophe Rofer-Vasselin (FRA) | Colin Dowdeswell (GBR) / Balazs Taroczy (HUN)             | 3-6, 6-4, 6-2 |
| 1979 | Buenos Aires                    | Polvo de ladrillo outdoor | Cuartos de final | Alejandro Gattiker (ARG)        | Tomas Smid (CZE) / Sherwood Stewart (EE. UU.)             | 7-5, 7-6      |
| 1980 | Bruselas                        | Polvo de ladrillo outdoor | Cuartos de final | Eduardo Bengoechea (ARG)        | Steve Krulevitz (EE. UU.) / Thierry Stevaux (BEL)         | 6-1, 6-4      |
| 1980 | Rio de Janeiro-1 CH             | Polvo de ladrillo outdoor | Octavos de final | Carlos Gattiker (ARG)           | Alejandro Ganzábal (ARG) / Gustavo Guerrero (ARG)         | 6-3, 7-6      |
| 1980 | Porto Alegre CH                 | Polvo de ladrillo outdoor | Cuartos de final | Carlos Gattiker (ARG)           | Jorge Andrew (VEN) / Markis Günthardt (SUI)               | w.o.          |
| 1981 | Buenos Aires Río de la Plata CH | Polvo de ladrillo outdoor | Cuartos de final | Andrés Molina Berro (ARG)       | Roberto Carruthers (ARG) / Carlos Landó (ARG)             | 6-4, 7-5      |
| 1981 | Galatina, Italia CH             | Polvo de ladrillo outdoor | Final            | Roberto Carruthers (ARG)        | Carlos Gattiker (ARG) / Patrizio Parrini (ITA)            | 6-4, 5-7, 7-5 |
| 1981 | Roland Garros                   | Polvo de ladrillo outdoor | 2ª Ronda         | Roberto Carruthers (ARG)        | Peter Feigl (AUT) / Billy Martin (EE. UU.)                | 6-2, 3-6, 6-1 |
| 1981 | Cuneo, Italia CH                | Polvo de ladrillo outdoor | Cuartos de final | Carlos Gattiker (ARG)           | Carlos Landó (ARG) / Hugo Roverano (URU)                  | 6-7, 7-5, 6-2 |